# Aguadulce (Sevilla)
Aguadulce es un municipio español de la provincia de Sevilla, Andalucía.

## Geografía
Integrado en la comarca de Sierra Sur de Sevilla, se sitúa a 98 kilómetros de la capital sevillana. El término municipal está atravesado por la autovía A-92, entre los pK 93 y 94, y por una carretera local que conecta con Gilena. 
El relieve del municipio está definido por la transición entre la sierra y la campiña. Las alturas más importantes del municipio son el Cerro Real (316 metros), Las Porqueras (305 metros) y Rompesquinas (301 metros). El río Blanco hace de límite por el oeste con Osuna. La altitud oscila entre los 350 metros al sur y los 240 metros a orillas del río. El pueblo se alza a 268 metros sobre el nivel del mar. 
| Noroeste: Osuna | Norte: Estepa | Nordeste: Estepa |
| Oeste: Osuna    |               | Este: Gilena     |
| Suroeste: Osuna | Sur: Gilena   | Sureste: Gilena  |

## Geografía humana

### Demografía
Cuenta con una población de 2042 habitantes (INE 2024).
| Gráfica de evolución demográfica de Aguadulce entre 1842 y 2021 |
| |
| Población de derecho según los censos de población del INE Población de hecho según los censos de población del INEEn este censo se denominaba Aguas Dulces o Aguadulce: 1842 |

| 1,956                     | 1,966 | 1,953 | 1,958 | 1,968 | 1,981 | 1,970 | 1,982 | 1,993 | 2010 | 2060 | 2124 | 2149 | 2,181 | 2149 | 2114 | 2073 |
| (Fuente: INE [Consultar]) |       |       |       |       |       |       |       |       |      |      |      |      |       |      |      |      |

La población de Aguadulce ha variado considerablemente a lo largo de los años. Pasó de apenas 100 habitantes en el año 1750 a 1000 habitantes un siglo más tarde. De 1850 a 1940 se produce el crecimiento demográfico más amplio, hasta alcanzar los 3500 habitantes, máximo histórico poblacional. Será la Guerra Civil y la posguerra, la que propiciara que numerosas familias marcharan a regiones extranjeras, principalmente a Francia y Alemania, o a otras zonas españolas más prósperas, como Valencia y Barcelona. Comienza así un notable desplome poblacional que solo en la actualidad se está recuperando, reflejando los últimos censos un leve movimiento al alza.

### Economía

#### Evolución de la deuda viva municipal
| Gráfica de evolución de Deuda viva del Ayuntamiento de Aguadulce entre 2008 y 2019                                |
| |
| Deuda viva del Ayuntamiento de Aguadulce en miles de Euros según datos del Ministerio de Hacienda y Ad. Públicas. |

## Orígenes históricos
En el Cerro Real han sido encontradas algunas hachas de la Edad de Bronce, que se fechan en torno al año 2000 a. C. similares a otras del sureste de la península (Almería, Murcia, y regiones este de Granada). Seguramente son restos de un asentamiento en la colina.
Se especula con la posible relación entre estos asentamientos y la posterior cultura de Tartessos, como indican los restos tartésicos encontrados en la cercana Osuna, que hacen pensar que la sierra sur en general y Aguadulce en particular bien pudieron estar bajo la órbita de este reino. Tras la desintegración de Tartessos en torno al siglo VI a. C. víctimas del expansionismo cartaginés, serán los pueblos íberos y entre ellos los turdetanos (establecidos en el suroeste de la península entre los siglos VI y siglo II a. C.) los que recojan la herencia de este reino en la región andaluza.
En torno a los cortijos Barra, Puerta, Zorzal, Corito, el Indiano, la Carabinera, y las Marcas, sitúa Fernández Guerra la Marruca turdetana, por los vestigios encontrados en esta zonas. Aguadulce debió poseer ya, una población prerromana. 
Andalucía pronto quedó bajo la tutela de Roma, en la región denominada Bética, dividida a su vez en 4 distritos o conventus, Hispalis, Gades, Corduba y Astigi (Écija]) distrito al cual pertenecía Aguadulce. Son numerosos los objetos de épocas romana encontrados en el término municipal de Aguadulce sobre todo en los aledaños de los cortijos Zorzal, las Marcas, el Indiano, la Carabinera, los Molinos, remanentes de las villas romanas, así como en el Cerro Real. Esta villas debieron depender de la antigua Ipora, ciudad hispanorromana. Se sabe que esta ciudad de dudosa localizacón, (pues bien podría estar también en la zona de Montoro, Córdoba) gracias a menciones de autores clásicos como Heródoto o Plinio el Viejo, así como obras como el Itinerario Antonino nos dan pistas sobre las ciudades de la zona.
Los restos arqueológicos más importantes encontrados en Aguadulce son:
- La cabeza de una estatua de Minerva, diosa romana, de 18 cm de tamaño, y posiblemente del siglo II de nuestra era. Esta escultura fue entregada al museo arqueológico provincial hispalense en el verano del año 1946
- Una escultura del dios Baco, hoy en día perteneciente a una colección particular de Osuna

Un suceso histórico relevante en la zona fue la batalla de Munda, donde Julio César derrotó a los hijos de Pompeyo y decidió el ocaso de la República Romana. Algunas fuentes establecen el lugar del conflicto entre el llano existente entre las localidades del Rubio y la Lantejuela, lo que deja a Aguadulce, posible Ipora, como espectadora de primera fila de esta batalla celebrada el día 17 de marzo del año 47 a. C. y que puso fin a la guerra civil.
A partir del siglo III de nuestra era, con la crisis socioeconómica padecida por todo el imperio romano, en especial la parte occidental del mismo, tuvo lugar un decaimiento de la vida urbana. Tras la desaparición de Ipora, la zona se redujo a una pequeña agrupación de viviendas junto al arroyo, mantenidas por las huertas. Así permaneció Aguadulce tras la conquista de los visigodos y aún durante la época musulmana.
Tras la desaparición de Ipora a partir del siglo III con la crisis socioeconómica padecida por todo el imperio romano, y en especial en occidente, que trajo consigo el debilitamiento del sistema esclavista en que apoyaban la explotación agrícola las poblaciones de este tipo, quedaría una pequeñísima agrupación de viviendas junto al arroyo, mantenida por las huertas tal como permanecía en tiempos de los visigodos y aún durante el dominio árabe en cuya época tomo la denominación de Al-wad-ul que significa Río Bueno, relacionado con la bondad del agua de su ribera. 
En esta situación de modesta aldea se hallaría cuando el rey Fernando III el Santo, con la toma definitiva de Estepa, en 1240 desplazó de la comarca a los árabes que ya no retornarían a esta tierra sino en dos ocasiones y de un modo provisional: en 1447 en el que el caudillo Aben Osmín se paseó por ella, y en 1642 en que repitieron la correría obligando a los habitantes de aldeas y casas de campo a correr precipitadamente a refugiarse tras los muros de Osuna y Estepa que no cayeron.
Y a la villa de Estepa ligó Aguadulce su historia en lo fundamental, primero formando parte de una encomienda de Santiago, a raíz de la donación que en 1267 hizo el Rey Sabio a aquella orden militar, y después como lugar componente del estado marquesal de Estepa, desde que la princesa Juana de Portugal, en nombre de su hermano el rey Felipe II, vendiera en 1559 la antigua encomienda a Adán Centurión, noble asentista genovés.
Por este último año no pasaba Aguadulce de ser una pequeña agrupación de casas formada en torno a la frondosa huerta y junto al providencial arroyo, origen de ellas.
Con los primeros años del siglo XVII todas estas pequeñas entidades de población experimentaron un notable crecimiento, sucediéndose entonces las concesiones de solares de viviendas hechas por el cabildo estepeño. A esa época debe Aguadulce la construcción de gran parte del norte de la calle grande en su tramo principal o más antiguo, algunas de cuyas casas tienen escrituras que datan de 1615.
A estos años debe también el pueblo su despegar de cortijada a aldea, después de 150 años, en el tercer cuarto del siglo XVIII no tenía sino 33 casas aunque muy bien aprovechadas al dar albergue a 46 familias. Ya para aquel entonces había aparecido en la cartografía e incluido por el célebre geógrafo Tomás López en su Plano del Reino de Sevilla de 1761.
Luego en el siglo XIX vendría un vertiginoso crecimiento poblacional. En cuanto a la denominación del pueblo, el documento impreso más antiguo data del siglo XVII en el que aparece escrito Aguadulce y en ocasiones en femenino La Aguadulce, quizás en recuerdo de una antigua denominación aún superviviente en 1710 en que se nombra al lugar como Partido de las Aguas Dulces .
En 1845 en el diccionario de Madoz aparece Aguas-Dulces con guion. En definitiva la propia denominación se debió tomar de la presencia de aguas, si no dulces sí potables, ya del arroyo de la Ribera como de los numerosos pozos de sus casas, todo un privilegio en una comarca salitrosa y caliza.

## Monumentos

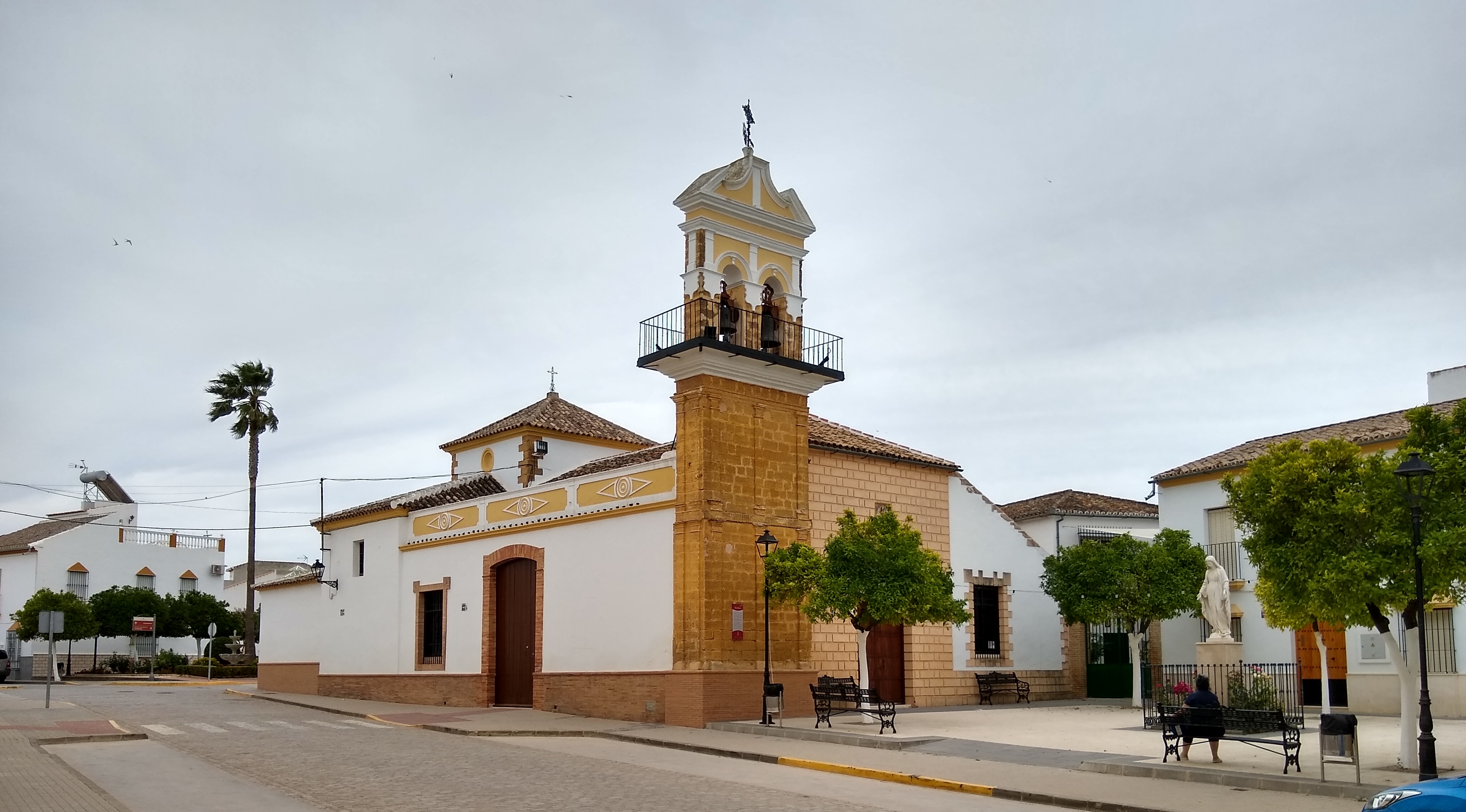
Iglesia de San Bartolomé.

- Iglesia de San Bartolomé, iglesia que data del siglo XVIII, con distintas reformas. En el exterior del templo destaca la espadaña de tres cuerpos realizada en cantería.

## Cultura popular
Según la tradición, el Cerro Real guarda en su interior un carro de oro, leyenda esta que como muchas otras puede encerrar una cierta verdad, pues ya en otros lugares de Europa se han encontrado representaciones similares, todas ellas de origen celta.
El patrón de Aguadulce es San Bartolomé, que es procesionado el 24 de agosto de cada año por las calles de pueblo, con motivo de las fiestas de San Bartolomé.